# Elyria (Nebraska)
Pour les articles homonymes, voir Elyria.
Le village d’Elyria est situé dans le comté de Valley, dans l’État du Nebraska, aux États-Unis. Sa population s’élevait à 51 habitants lors du recensement de 2010, estimée à 50 habitants en 2017.

## Histoire
Elyria s’est d’abord appelée Eldon, nom sous lequel la localité a été établie en 1888 quand le chemin de fer a été prolongé jusqu’à cet endroit. La localité a été rebaptisée quand il a été découvert qu’il existait déjà une ville de ce nom dans l’État.

## Source
- (en) Cet article est partiellement ou en totalité issu de l’article de Wikipédia en anglais intitulé « Elyria, Nebraska » (voir la liste des auteurs).

1. ↑  « Elyria, Valley County », Center for Advanced Land Management Information Technologies, University of Nebraska (consulté le 23 août 2014).
2. ↑  Fitzpatrick, Lillian L., Nebraska Place-Names, University of Nebraska Press, 1960, 141 p. (ISBN 0-8032-5060-6, lire en ligne) A 1925 edition is available for download at University of Nebraska—Lincoln Digital Commons.